# Limonium bellidifolium
Limonium bellidifolium es una planta de la familia de las plumbagináceas.

## Descripción
Como Limonium vulgare pero es una planta cespitosa muy baja o baja y con la mayoría de hojas trinervadas. Inflorescencia con numerosas ramas estériles, no floríferas. Flores violeta pálido, de 4,5-5 mm.

## Distribución y hábitat
Desde España  hacia el este hasta Italia y la ex-Yugoslavia; ausente de Baleares y de Creta. Hábitat similares a los Limonium  vulgare

## Taxonomía
Limonium bellidifolium fue descrita por (Gouan) Dumort.  y publicado en Fl. Belg. 27 1827.
Etimología
Limonium: nombre genérico que procede del griego leimon, que significa "pradera húmeda", aludiendo al hábitat de muchas de las especies del género.
bellidifolium: epíteto latino que significa "con las hojas como el género Bellis".
Sinonimia
- Limonium danubiale Klokov
- Statice bellidifolia (Gouan) DC.
- Statice limonium var. bellidifolia Gouan[5]